# Trois Hommes en blanc
Pour plus de détails, voir Fiche technique et Distribution.
Trois Hommes en blanc (Three Men in White) est un film américain en noir et blanc réalisé par Willis Goldbeck, sorti en 1944.

## Synopsis
Le docteur Gillespie doit choisir un assistant officiel. La mission de Lee : une petite fille qui tombe malade chaque fois qu'elle mange des bonbons. Red doit guérir la mère d'une fille d'un cas débilitant d'arthrite.

## Fiche technique
- Titre original : Three Men in White
- Titre français : Trois Hommes en blanc
- Réalisation : Willis Goldbeck
- Scénario : Martin Berkeley, Max Brand et Harry Ruskin
- Musique : Nathaniel Shilkret
- Direction artistique : Cedric Gibbons et Harry McAfee
- Décorateur de plateau : Edwin B. Willis
- Costumes : Irene
- Photographie : Ray June
- Montage : George Hively
- Producteur : Carey Wilson
- Société de production et de distribution : Metro-Goldwyn-Mayer
- Pays de production :  États-Unis
- Langue d'origine : anglais américain
- Format : noir et blanc – 35 mm – 1,37:1 – son mono (Western Electric Sound System)
- Genre : comédie dramatique hospitalière
- Durée : 85 minutes
- Dates de sortie :
  - États-Unis : 25 mai 1944 (New York)
  - France : 5 janvier 1954

## Distribution
- Lionel Barrymore : Dr Leonard B. Gillespie
- Van Johnson : Dr Randall « Red » Ames
- Marilyn Maxwell : Ruth Edley
- Keye Luke : Dr Lee Wong How
- Ava Gardner : Jean Brown
- Alma Kruger : Molly Bird
- Rags Ragland : Hobart Genet
- Nell Craig : l'infirmière « Nosey » Parker
- Walter Kingsford : Dr Walter Carew
- George Reed : Conover
- Celia Travers : l'infirmière Slidell
- Hope Landin : l'infirmière Evans
- Barbara Brown : Mme Brown

## Autour du film
Il s'agit du quatrième des six films hospitaliers que compte la série docteur Gillespie, produite par la MGM :
- 1942 : Calling Dr. Gillespie
- 1942 : Dr. Gillespie's New Assistant
- 1943 : Dr. Gillespie's Criminal Case
- 1944 : Trois Hommes en blanc (Three Men in White)
- 1945 : L'Impossible Amour (Between Two Women)
- 1947 : Dark Delusion